# Accord de Tristan

Accord de Tristan.

L'accord de Tristan est l’accord constitué des notes fa, si, ré♯ et sol♯, ainsi nommé en référence au premier accord de l’opéra de Wagner Tristan und Isolde. Plus généralement, un accord de Tristan est tout accord constitué des trois intervalles suivants au-dessus d'une note de basse : quarte augmentée, sixte augmentée et neuvième augmentée.
Lors de la première représentation de Tristan und Isolde en 1865, cet accord fut considéré comme déroutant, audacieux et innovant. Pourtant cet accord est l’enharmonie d’un accord classique qui existe au moins depuis la Renaissance : l’accord de fa mineur septième avec quinte diminuée (fa, do bémol, mi bémol, la bémol). C'est l’anacrouse qui le précède et surtout l'accord de résolution qui le font apparaître dans un contexte inattendu.
En réalité, Beethoven (Sonate no 18), Schumann (Concerto pour violoncelle, lied), Chopin (prélude) et Liszt (lied) ont précédé Wagner dans l'emploi de cet accord avec cette résolution. Le mérite de Wagner est d’émanciper les accords de leurs fonctions habituelles, et ce remarquable enchaînement d’accords reste le porte-drapeau d’une grande liberté dans l’enchaînement des accords avec la généralisation du chromatisme, marque bien caractéristique de l’harmonie wagnérienne, alors que les exemples par ailleurs remarquables des trois autres compositeurs cités trouvent leur place dans un contexte harmonique moins audacieux — sans vouloir donner la moindre valeur ni négative ni positive à l'audace dans les enchaînements d'accords.
Certains veulent y voir l’annonce de l'atonalité, qui en est quand même encore bien éloignée, si tant est qu'elle existe. Peut-il y avoir de l'atonalité là où il y a l'octave et la quinte?

## Apparitions dansTristan und Isolde
Dans l’œuvre, c’est le premier accord d’un motif, qui apparaît au commencement du prélude, puis plusieurs fois dans le reste de l’œuvre. Ce motif enchaîne le leitmotiv de L’Aveu (premières mesures : la, fa, mi, ré#) et celui du Désir (deux dernières mesures : sol#, la, la#, si).

## Analyse
Bien que sonnant enharmoniquement comme l’accord de septième d'espèce du second degré en mi  mineur fa la  do  mi  (qui pourra être considéré comme un accord de 9e de dominante de sol  sans fondamentale ou un accord de 11e de dominante de mi  sans fondamentale), sa fonction et donc sa perception en sont très éloignés sous la forme fa si ré  sol , qui ne présente que des intervalles augmentés.
Jacques Chailley le décrit comme « simple 7e de dominante du ton de la mineur », avec double-appoggiature (fa appoggiature de mi et ré# appoggiature de ré bécarre). C'est cette analyse qui est la plus largement partagée.
On peut néanmoins considérer l'accord comme un accord de sixte augmentée française (fa-la-si-ré , dominante de dominante sous forme de #6, dont le fa  a été abaissé en fa  - par altération de la quinte), dont la 7e (le la) fait l'objet d'une appoggiature inférieure (le sol ). Cette explication permet d'éviter le problème du ré  appoggiature, qui se résoudrait à l'envers dans l'explication de Chailley, et qui devient ici la sensible de l'accord de dominante de dominante, se résolvant en descendant sur la 7e de l'accord de dominante, ce qui se faisait déjà chez Mozart. La 7e (la) monte sur le si par chromatisme, ce qui existe déjà depuis le style classique, surtout pour aller vers un autre accord de tension. L'invention de Wagner réside donc en l'appogiature du la, créant un accord classé à la sonorité inattendue fonctionnellement.

## L'accord de Tristan chez d'autres compositeurs

### Citations postérieures àTristan und Isolde
- Antonín Dvořák dans sa Messe en ré majeur op. 86 (Credo, mesure 219).
- Alexandre Scriabine emploie l'accord à plusieurs reprises dans le premier mouvement de sa 4e sonate pour piano, op. 30.
- Claude Debussy utilise des citations moqueuses de Tristan (notamment cet accord) dans Golliwogg's Cakewalk, dernière pièce du recueil pour piano Children's Corner[4].
- Louis Vierne place cet accord sur des points d'orgue dans le 2e mouvement de son Quintette pour piano et cordes, op. 42.
- Alban Berg le cite dans le dernier mouvement de la Suite lyrique, ainsi qu'à plusieurs reprises à des endroits clés de son opéra Lulu.
- Benjamin Britten le cite dans son opéra Albert Herring (scène du hoquet à l'acte 2).

### Apparitions antérieures
- Frédéric Chopin emploie déjà l'accord en 1831 (cependant avec un mi♯ au lieu d'un fa, et donc sous forme de septième mineure et quinte diminuée, dans une autre enharmonie), exactement à la même hauteur que Wagner, dans sa Ballade nº 1, à la mesure 124.
- Robert Schumann : concerto pour violoncelle Op. 129, 1850. L'accord apparait avec quasiment la même résolution à la mesure 11 (l'accord de résolution est également un accord de dominante de "la", mais sans septième).
- Déjà en 1802 chez Beethoven sous une forme enharmonique, dans sa sonate n°18 en mi♭majeur op.31 №3 aux mesures 35-42 :